# オルガン・トリオ
オルガン・トリオ（Organ trio）は、主にハモンドオルガン奏者、ドラマー、ジャズ・ギタリストまたはサクソフォーン奏者からなる3人組のジャズ・ミュージシャンによるグループである（オルガンの三重奏という意味ではない。）。時にオルガン、ギター、ドラムからなるトリオにサックスが加わってカルテットを形成することもある。オルガン・トリオは1950年代と1960年代においてクラブやバーに置かれたジャズ・アンサンブルの一般的な様式であり、ブルースを基にしR&Bの要素を取り入れたジャズ・スタイルで演奏していた。オルガン・トリオの形式は、長い即興演奏のソロと、異なる音楽上の「ムード」を追い求めることによって特徴づけられている。
オルガン・トリオにおいて、ハモンドオルガン奏者は、ベースライン (オルガンのベースペダル鍵盤または低音の手鍵盤で)、和音 (「伴奏」)、旋律やソロなどさまざま役目を果たす。ギターのいるオルガン・トリオでは、ギタリストは通例、オルガンが弾いていないパートを「フィルイン」する。たとえばオルガンがソロとベースラインを弾いていたら、ギタリストは和音を弾くかもしれない。
1950年代と1960年代のオルガン・トリオは、ソウル・ジャズやブルースを包含するグルーヴ感のこめられたスタイル、ゴスペルや、リズム・アンド・ブルースをよく演奏していた。1970年代にはトニー・ウィリアムスのバンド「ライフタイム」のようなオルガン・トリオがジャズ・ロック・フュージョンを演奏した。1990年代と2000年代にもメデスキ、マーティン・アンド・ウッドのようなオルガン・トリオが、フィッシュに影響されたジャム・バンドのグルーヴの要素を混ぜ入れている。